# Saison 2014 de l'équipe cycliste Androni Giocattoli-Venezuela
La saison 2014 de l'équipe cycliste Androni Giocattoli-Venezuela est la dix-neuvième de cette équipe.

## Préparation de la saison 2014

### Sponsors et financement de l'équipe
Un nouveau sponsor fait son apparition sur le maillot de l'équipe, lors du 105e Milan-San Remo. Avec la marque "Neomercurocromo", le laboratoire pharmaceutique SIT fait ses débuts dans le monde du cyclisme, après plus de quatre-vingt ans d'existence.

### Arrivées et départs
| Arrivées           | Équipe 2013                 |
| ------------------ | --------------------------- |
| Marco Bandiera     | IAM                         |
| Manuel Belletti    | AG2R La Mondiale            |
| Johnny Hoogerland  | Vacansoleil-DCM             |
| Alessio Taliani    | Futura Matricardi           |
| Nicola Testi       | Food Italia Mg K Vis Norda  |
| Kenny van Hummel   | Vacansoleil-DCM             |
| Gianfranco Zilioli | Colpack                     |
| Andrea Zordan      | Zalf Euromobil Désirée Fior |

| Départs              | Équipe 2014            |
| -------------------- | ---------------------- |
| Riccardo Chiarini    |                        |
| Giairo Ermeti        |                        |
| Fabio Felline        | Trek Facotory Racing   |
| Mattia Gavazzi       | Christina Watches-Kuma |
| Tomás Gil            | Neri Sottoli           |
| Alessandro Malaguti  | Vini Fantini Nippo     |
| Francesco Reda       | suspension             |
| Miguel Ángel Rubiano | Colombia               |

## Coureurs et encadrement technique

### Effectif

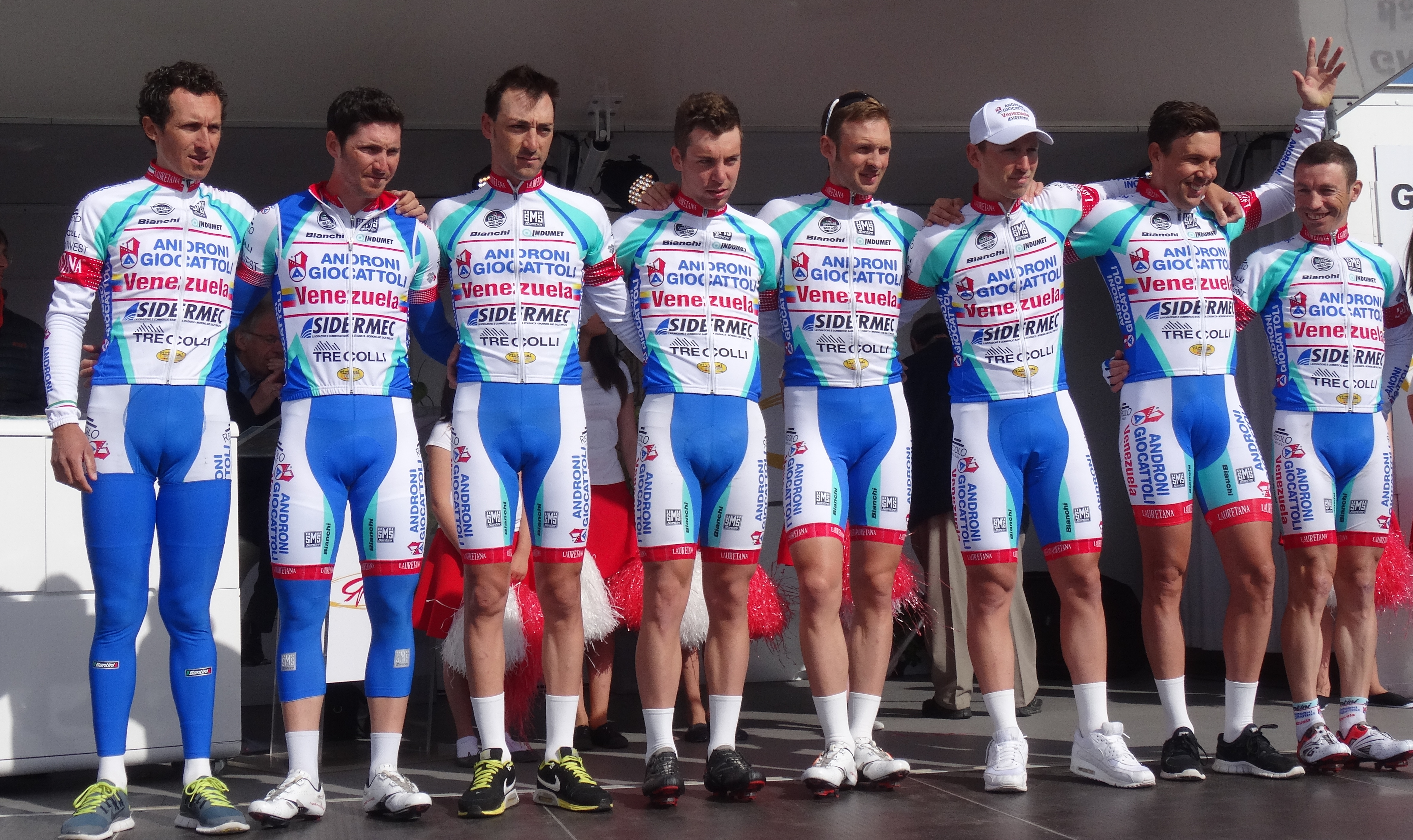
Franco Pellizotti, Manuel Belletti, Antonio Parrinello, Andrea Zordan, Marco Frapporti, Marco Bandiera, Kenny van Hummel et Emanuele Sella lors du Grand Prix de Denain 2014.

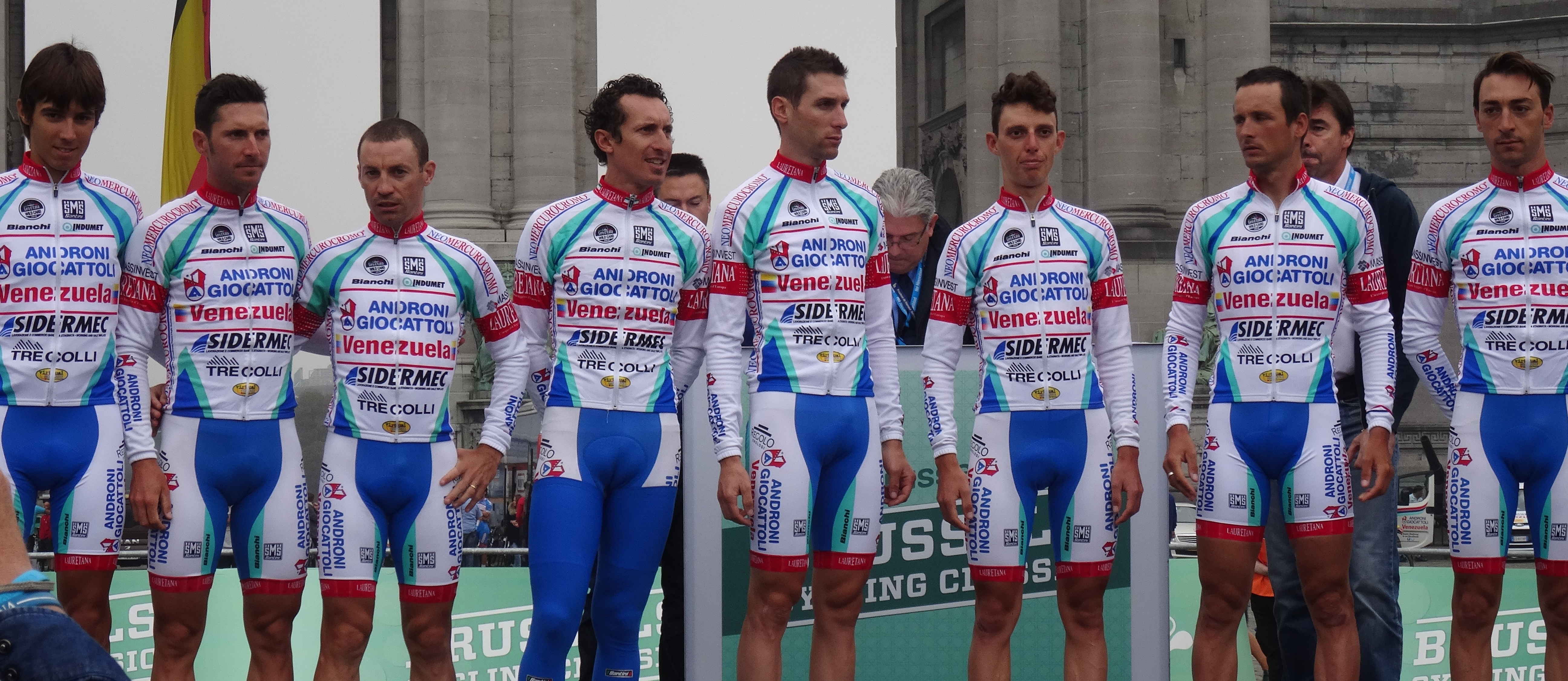
L'équipe lors de la Brussels Cycling Classic 2014.

| Cycliste             | Date de naissance | Nationalité | Équipe 2013                  |
| -------------------- | ----------------- | ----------- | ---------------------------- |
| Marco Bandiera       | 12 juin 1984      | Italie      | IAM                          |
| Manuel Belletti      | 14 octobre 1985   | Italie      | AG2R La Mondiale             |
| Omar Bertazzo        | 7 janvier 1989    | Italie      | Androni Giocattoli-Venezuela |
| Tiziano Dall'Antonia | 26 juillet 1983   | Italie      | Cannondale                   |
| Matteo Di Serafino   | 27 août 1986      | Italie      | Androni Giocattoli-Venezuela |
| Patrick Facchini     | 28 janvier 1988   | Italie      | Androni Giocattoli-Venezuela |
| Marco Frapporti      | 30 mars 1985      | Italie      | Androni Giocattoli-Venezuela |
| Carlos Gálviz        | 27 octobre 1989   | Venezuela   | Fegaven-Pdval                |
| Yonder Godoy         | 19 avril 1993     | Venezuela   | Androni Giocattoli-Venezuela |
| Johnny Hoogerland    | 13 mai 1983       | Pays-Bas    | Vacansoleil-DCM              |
| Carlos José Ochoa    | 14 décembre 1980  | Venezuela   | Androni Giocattoli-Venezuela |
| Antonio Parrinello   | 2 octobre 1988    | Italie      | Androni Giocattoli-Venezuela |
| Franco Pellizotti    | 15 janvier 1978   | Italie      | Androni Giocattoli-Venezuela |
| Jackson Rodríguez    | 25 février 1985   | Venezuela   | Androni Giocattoli-Venezuela |
| Diego Rosa           | 27 mars 1989      | Italie      | Androni Giocattoli-Venezuela |
| Emanuele Sella       | 9 janvier 1981    | Italie      | Androni Giocattoli-Venezuela |
| Alessio Taliani      | 11 octobre 1990   | Italie      | Futura Matricardi            |
| Nicola Testi         | 29 avril 1990     | Italie      | Food Italia Mg K Vis Norda   |
| Kenny van Hummel     | 30 septembre 1982 | Pays-Bas    | Vacansoleil-DCM              |
| Gianfranco Zilioli   | 5 mars 1990       | Italie      | Colpack                      |
| Andrea Zordan        | 11 juillet 1992   | Italie      | Zalf Euromobil Désirée Fior  |
| Stagiaire            | Date de naissance | Nationalité | Équipe 2014                  |
| Marcin Mrożek        | 26 février 1990   | Pologne     | Vejus-Tmf-Cicli Magnum       |
| Angelo Raffaele      | 20 avril 1991     | Italie      | Big Hunter-Seanese           |

Portraits
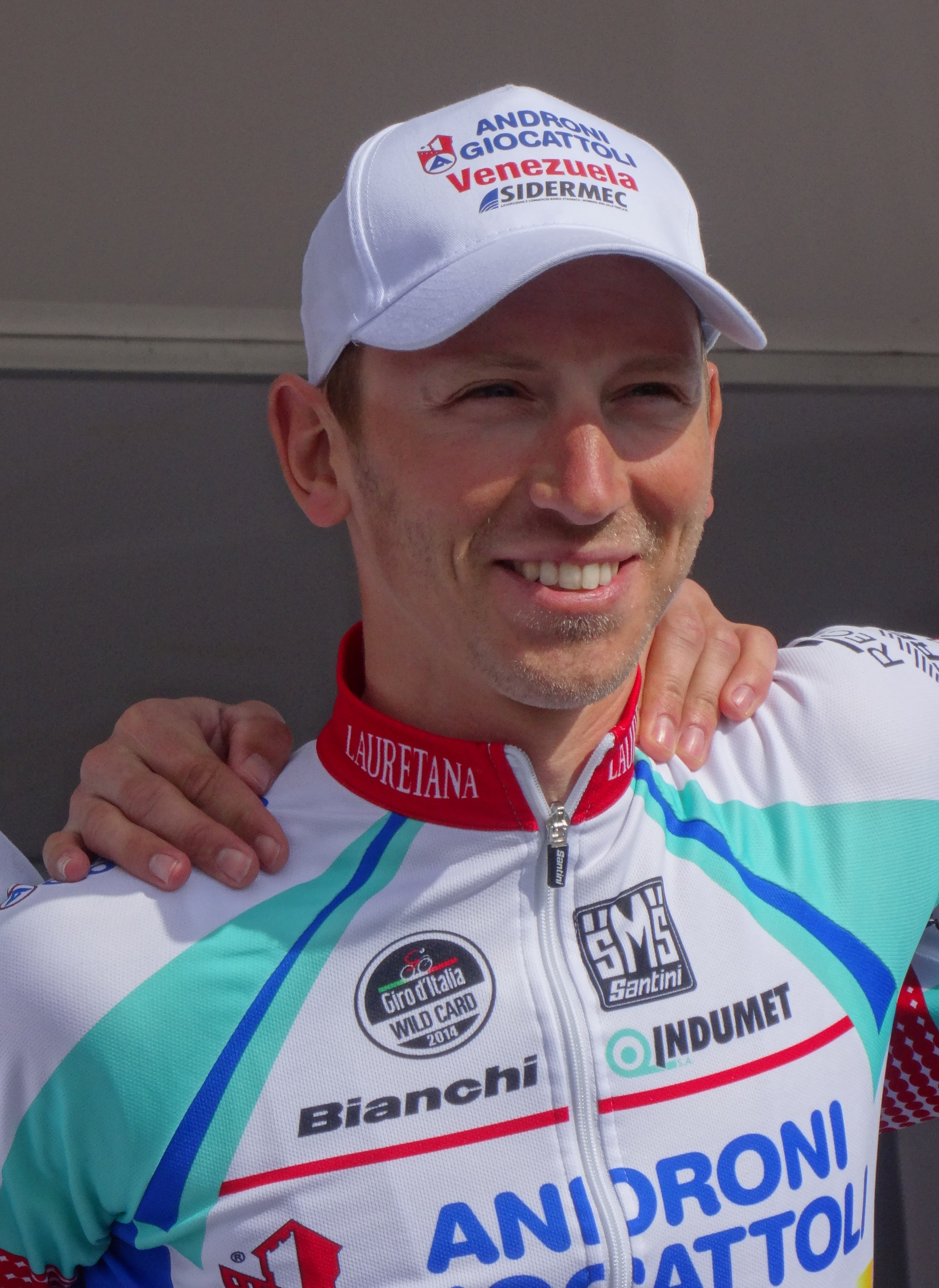
Marco Bandiera.
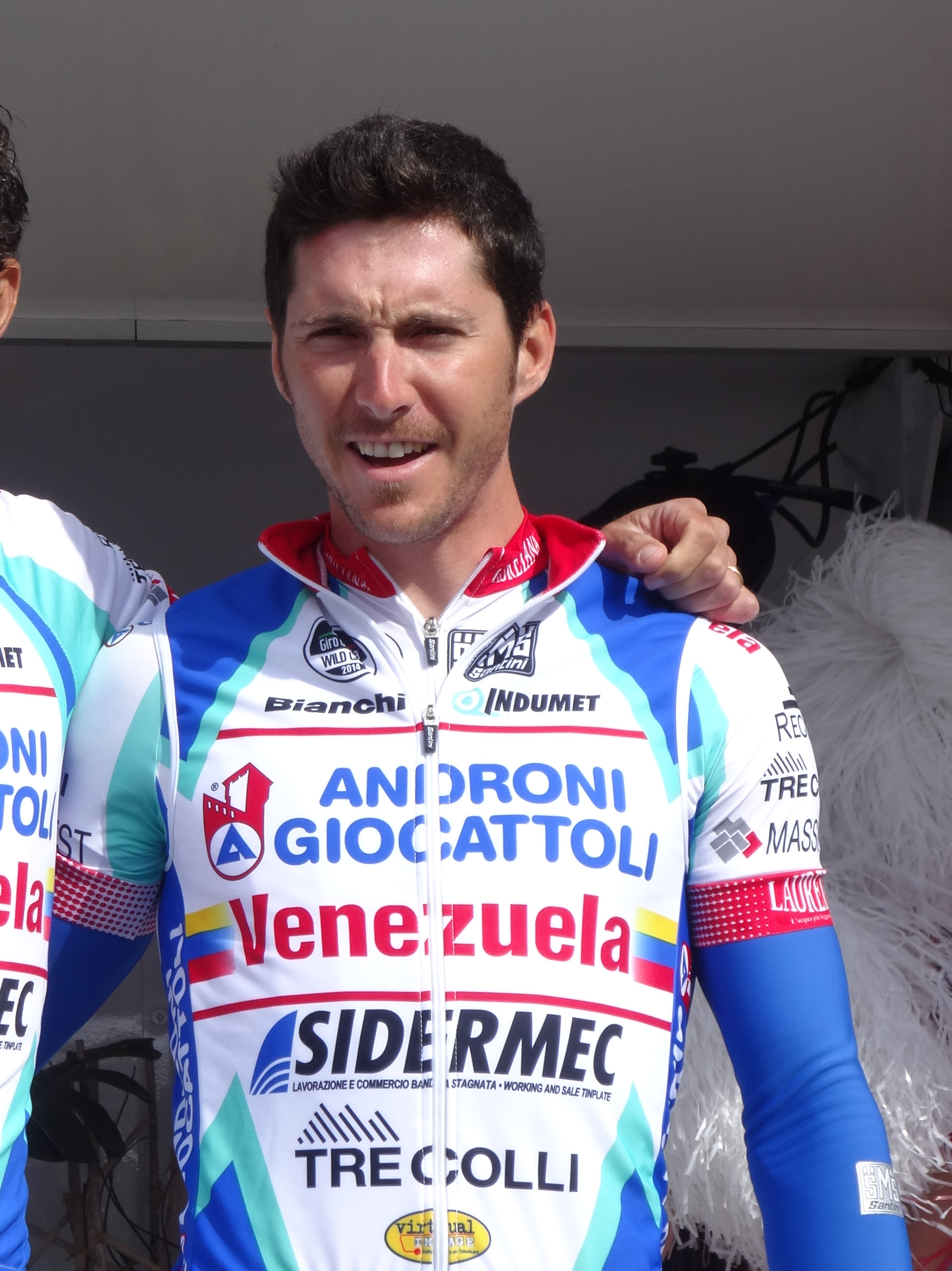
Manuel Belletti.
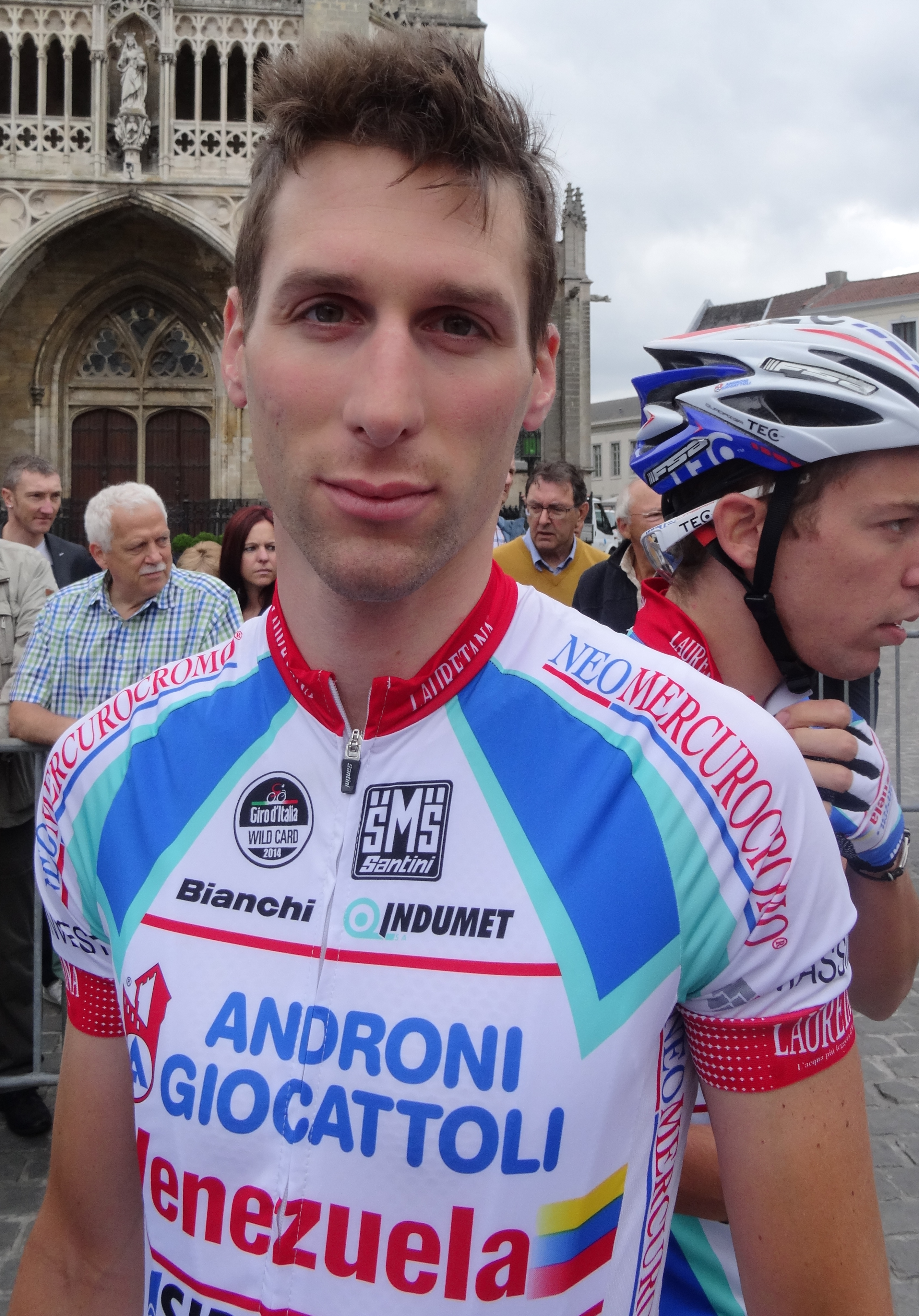
Tiziano Dall'Antonia.
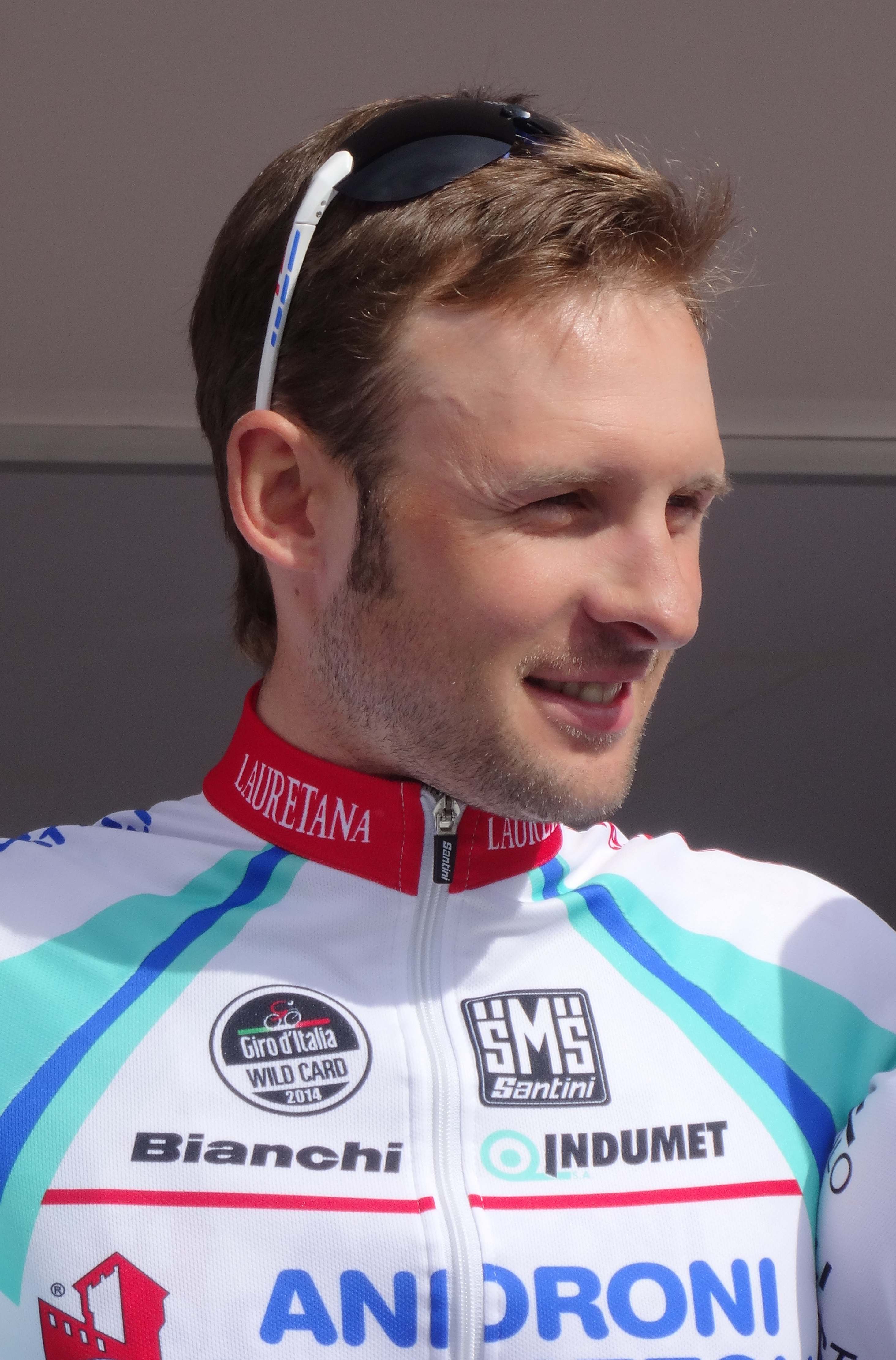
Marco Frapporti.
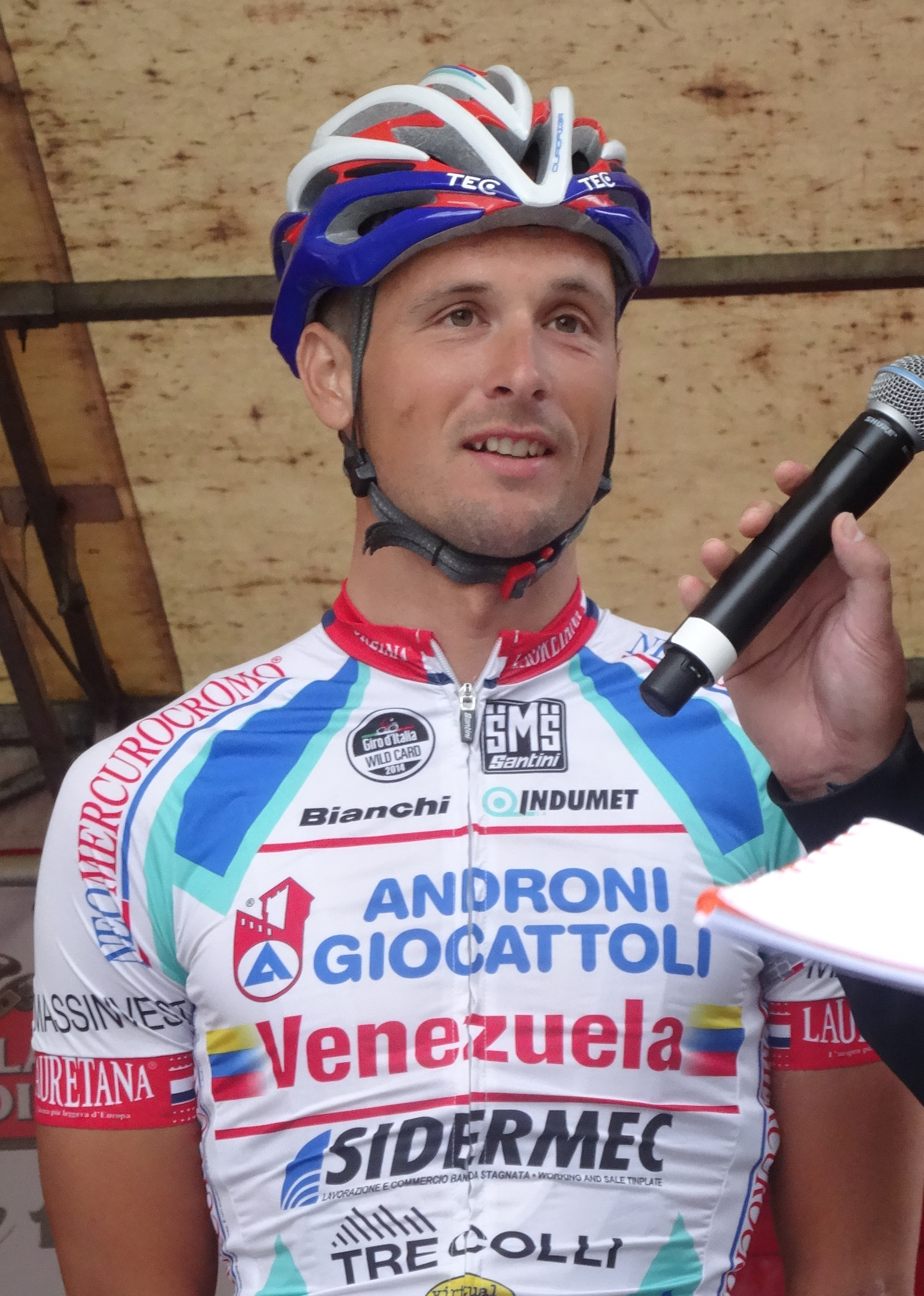
Johnny Hoogerland.
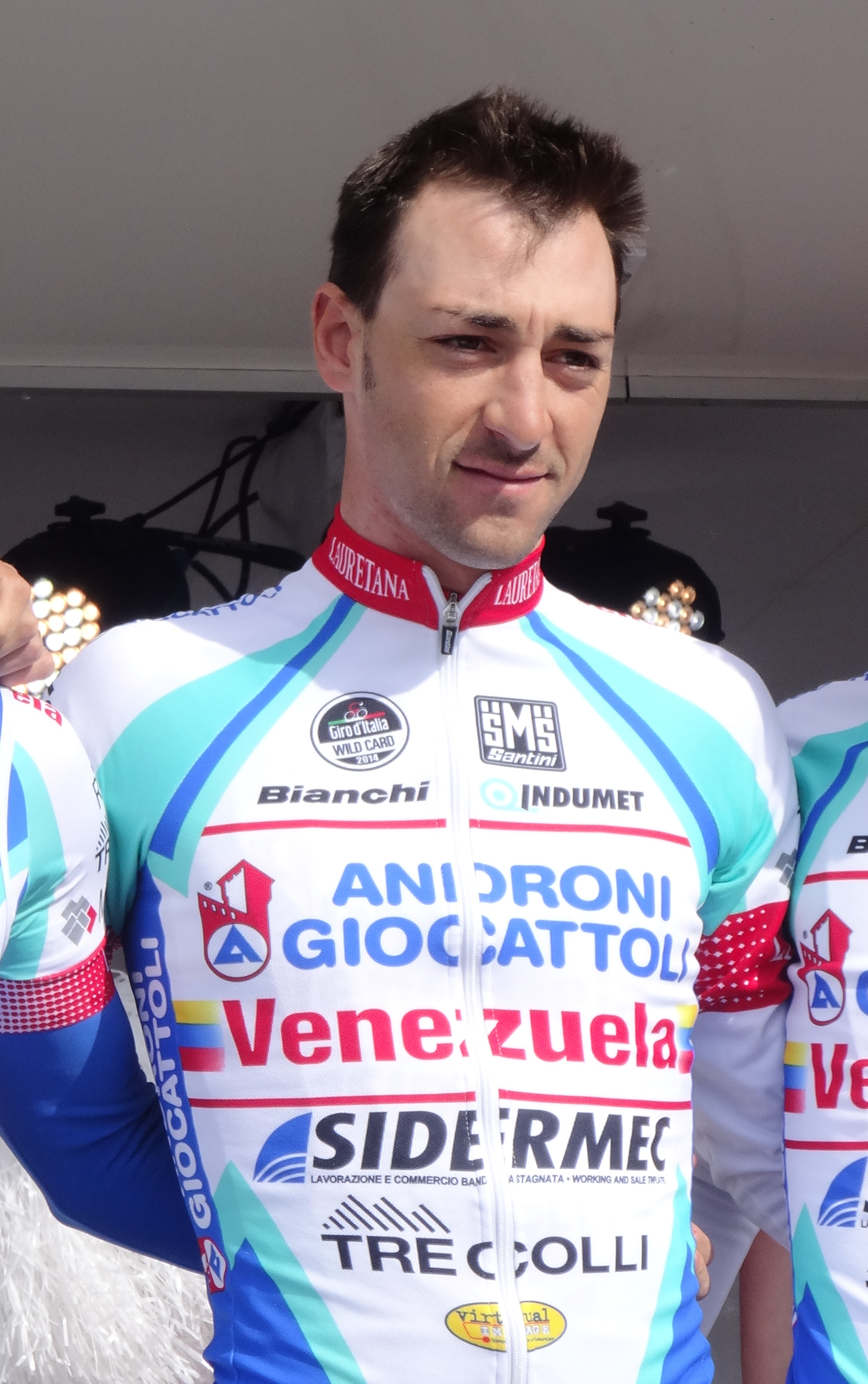
Antonio Parrinello.
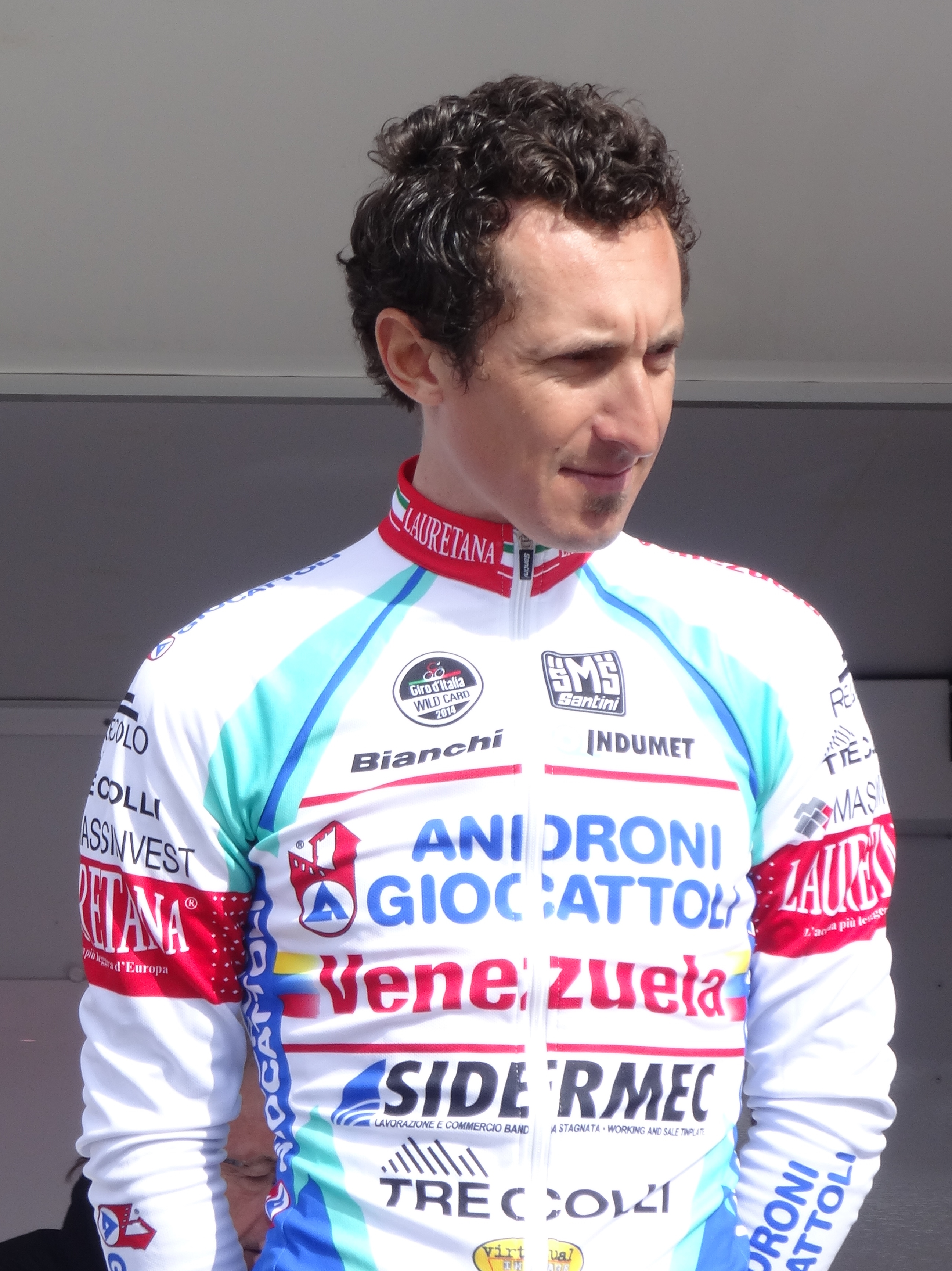
Franco Pellizotti.
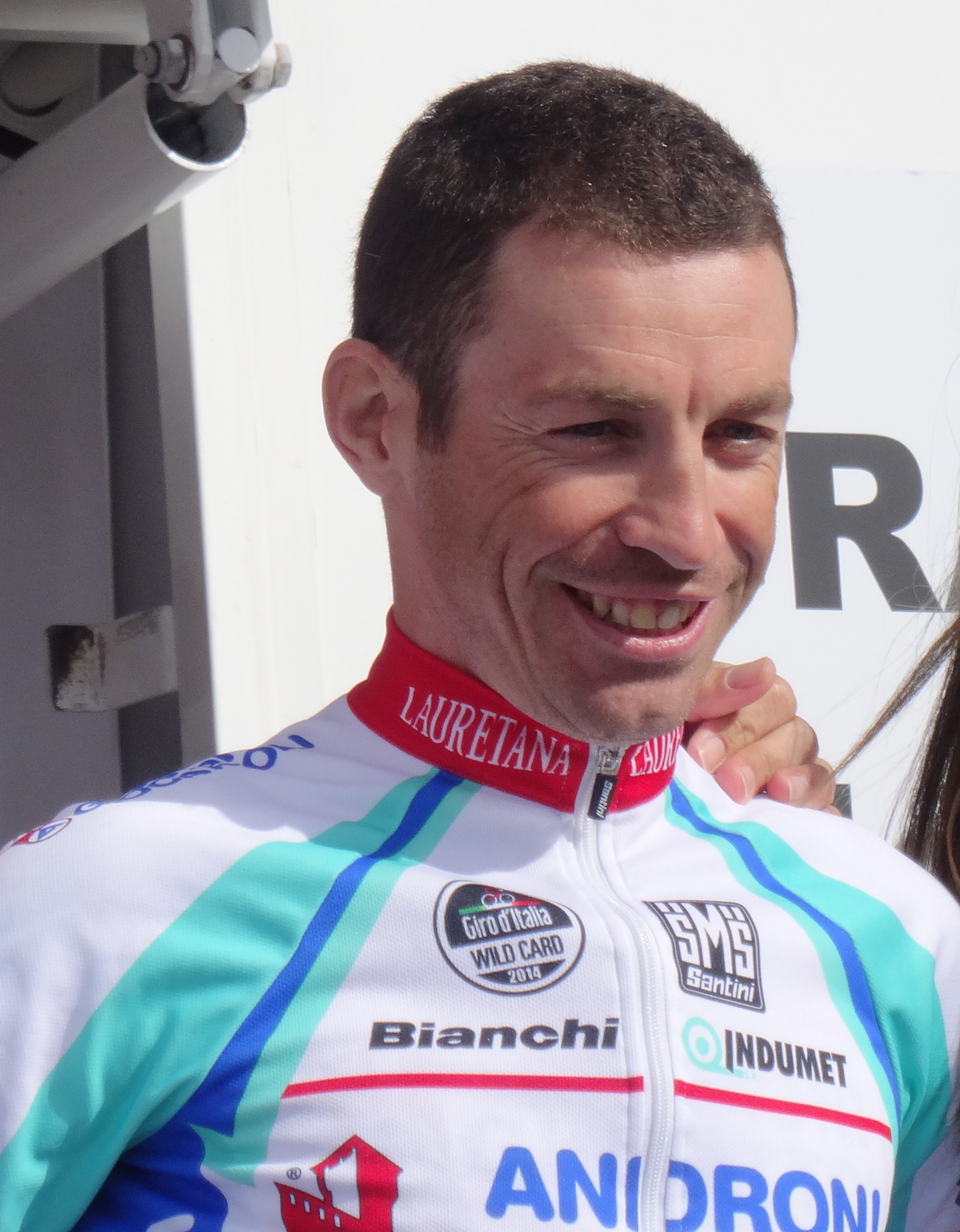
Emanuele Sella.
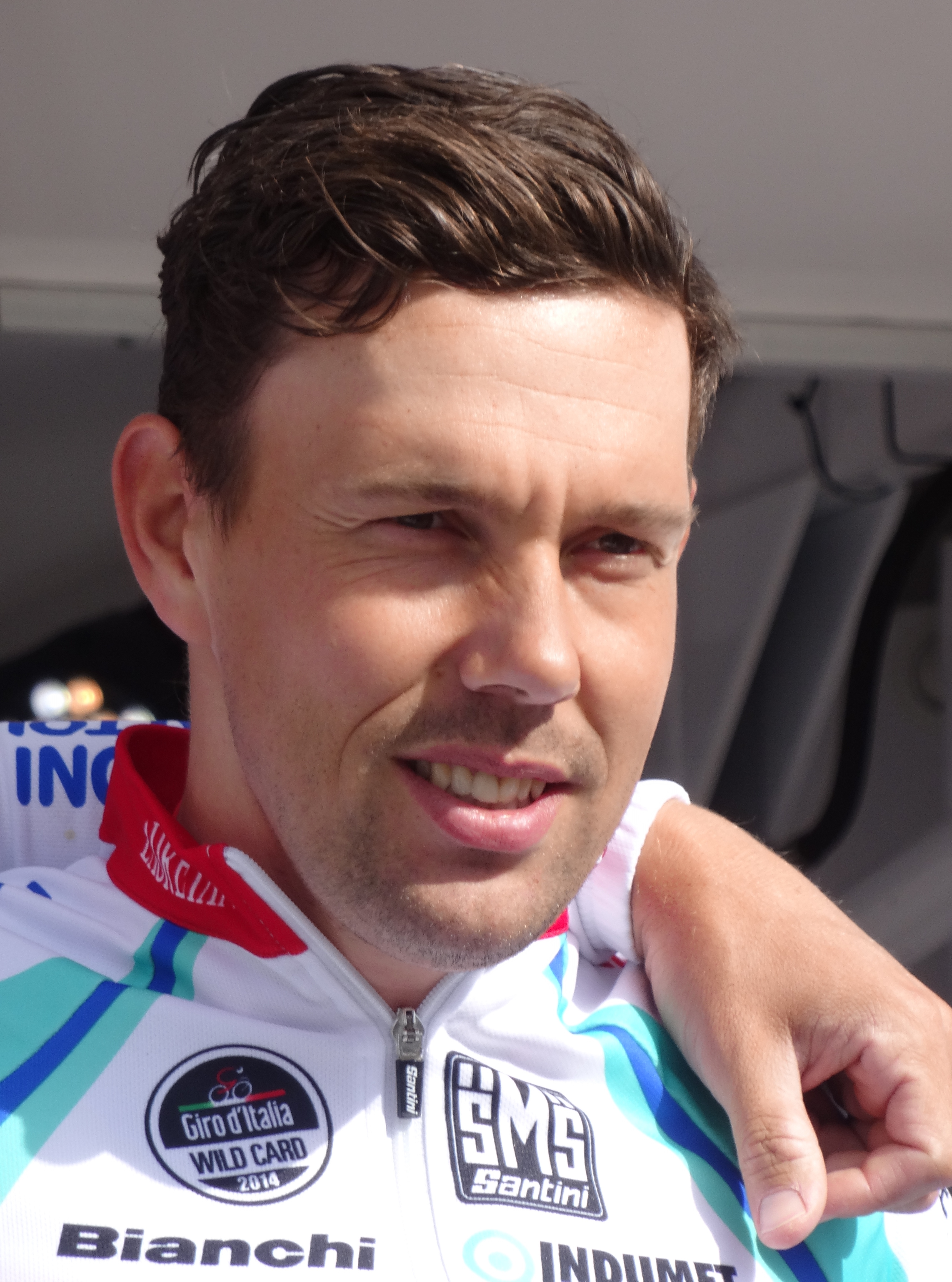
Kenny van Hummel.
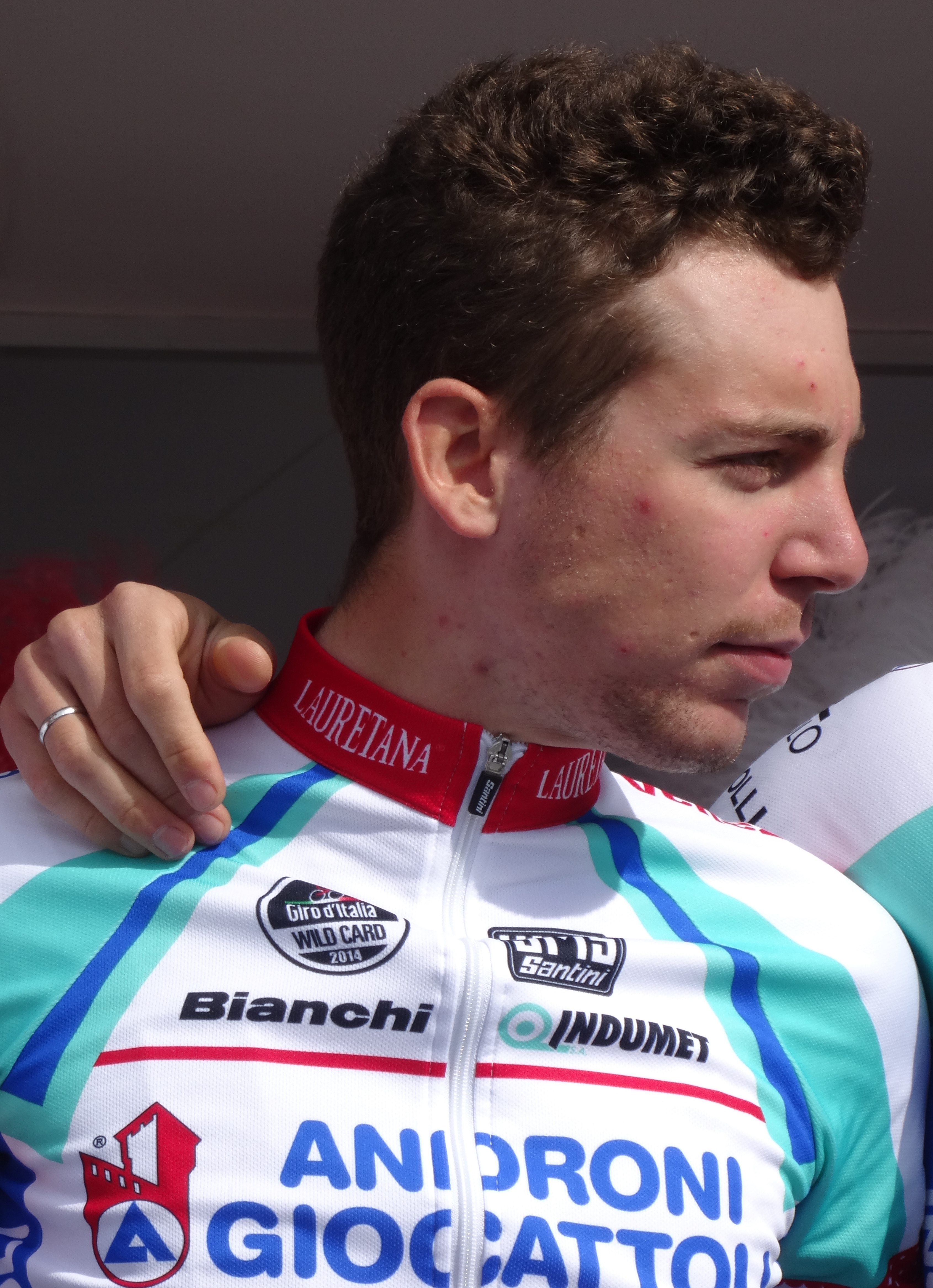
Andrea Zordan.

## Bilan de la saison

### Victoires
| Date       | Course                                       | Pays        | Classe | Vainqueur        |
| ---------- | -------------------------------------------- | ----------- | ------ | ---------------- |
| 04/03/2014 | 6e étape du Tour de Langkawi                 | Malaisie    | 2.HC   | Kenny van Hummel |
| 07/05/2014 | 1re étape du Tour d'Azerbaïdjan              | Azerbaïdjan | 2.1    | Kenny van Hummel |
| 27/06/2014 | Championnat du Venezuela du contre-la-montre | Venezuela   | CN     | Carlos Gálviz    |
| 09/07/2014 | 6e étape du Tour du Venezuela                | Venezuela   | 2.2    | Carlos Gálviz    |
| 13/07/2014 | 10e étape du Tour du Venezuela               | Venezuela   | 2.2    | Kenny van Hummel |
| 22/08/2014 | 4e étape du Tour du Limousin                 | France      | 2.1    | Manuel Belletti  |

### Résultats sur les courses majeures
Les tableaux suivants représentent les résultats de l'équipe dans les principales courses du calendrier international dans lesquelles l'équipe bénéficie d'une invitation (deux des cinq classiques majeures et le Tour d'Italie). Pour chaque épreuve est indiqué le meilleur coureur de l'équipe, son classement ainsi que les accessits glanés par Androni Giocattoli-Venezuela sur les courses de trois semaines.

#### Classiques
| Classique            | Milan-San Remo          | Tour des Flandres    | Paris-Roubaix | Liège-Bastogne-Liège | Tour de Lombardie |
| -------------------- | ----------------------- | -------------------- | ------------- | -------------------- | ----------------- |
| Coureur (classement) | Franco Pellizotti (63e) | Marco Bandiera (87e) | Non invitée   | Non invitée          | Diego Rosa (38e)  |

#### Grands tours
| Grand tour           | Tour d'Italie                                          | Tour de France | Tour d'Espagne |
| -------------------- | ------------------------------------------------------ | -------------- | -------------- |
| Coureur (classement) | Franco Pellizotti (12e)                                | Non invitée    | Non invitée    |
| Accessits            | Classement des sprints intermédiaires (Marco Bandiera) | -              | -              |

### Classements UCI

#### UCI America Tour
L'équipe Androni Giocattoli-Venezuela termine à la 11e place de l'America Tour avec 140 points. Ce total est obtenu par l'addition des points des huit meilleurs coureurs de l'équipe au classement individuel, cependant seuls quatre coureurs sont classés,.
| Rang | Coureur           | Points |
| ---- | ----------------- | ------ |
| 9    | Carlos Gálviz     | 116    |
| 217  | Yonder Godoy      | 11     |
| 244  | Kenny van Hummel  | 10     |
| 390  | Jackson Rodríguez | 3      |

#### UCI Asia Tour
L'équipe Androni Giocattoli-Venezuela termine à la 46e place de l'Asia Tour avec 67 points. Ce total est obtenu par l'addition des points des huit meilleurs coureurs de l'équipe au classement individuel, cependant seuls trois coureurs sont classés,.
| Rang | Coureur            | Points |
| ---- | ------------------ | ------ |
| 82   | Kenny van Hummel   | 48     |
| 247  | Gianfranco Zilioli | 12     |
| 327  | Omar Bertazzo      | 7      |

#### UCI Europe Tour
L'équipe Androni Giocattoli-Venezuela termine à la 21e place de l'Europe Tour avec 585 points. Ce total est obtenu par l'addition des points des huit meilleurs coureurs de l'équipe au classement individuel,.
| Rang  | Coureur              | Points |
| ----- | -------------------- | ------ |
| 94    | Kenny van Hummel     | 121    |
| 97    | Franco Pellizotti    | 119    |
| 99    | Manuel Belletti      | 118    |
| 112   | Antonio Parrinello   | 107    |
| 274   | Gianfranco Zilioli   | 50     |
| 310   | Diego Rosa           | 44     |
| 643   | Alessio Taliani      | 13     |
| 645   | Omar Bertazzo        | 13     |
| 835   | Johnny Hoogerland    | 8      |
| 938   | Tiziano Dall'Antonia | 5      |
| 1 031 | Emanuele Sella       | 3      |